# Іванов Іван Андрійович

"Дівчино моя, напій же коня" Іванов Іван Андрійович

Іванов Іван Андрійович (1921 -1995) – український народний художник, представник стилю наїв, його ще називають Наївне мистецтво. Народився 5 листопада 1921 року у селі Романівка (Кременчуцький район) Полтавської області. Дід Іванов Олексій працював на кузні  села Великі Кринки. Батько Іванов Андрій Олексійович працював кооператором. Оселився в селі Романівка, одружився. У шлюбі народилося двоє дітей (Іванов Іван Андрійович, Іванова Марія Андріївна). Батько та син захищали рідну землю, коли розпочалася Друга світова війна. Іванов Іван працював різноробочим у колгоспі, а коли у нього виявився хист до малювання, то – художником. Він писав оголошення, малював плакати. Був одруженим, у шлюбі народилася дочка. Мав інвалідність через травмоване око. Помер 20 травня 1995 року. Похований у селі Романівка.
Творчість
Іванов іван Андрійович створював картини у стилі Наїв. Сюжети деяких його робіт були популярними серед наївних митців. «Дівчино моя, напій же коня»,  «Ой на горі вогонь горить», «Три богатирі» . Також художник малював пейзажі. На картинах Іванов зображав водойми, а вже на них плавали, то карки, то лебеді, або ж гуляв юнак з гармошкою. Деякі сюжети його картин повторюються (« Три богатирі», «Ой на горі вогонь горить», «Посварилися») ймовірно тому, що на них був попит. За спогадами односельчан, картини Іванов не продавав, а дарував на свята рідним та друзям.
1. ↑  Naive Konotop art (9 серпня 2025). Відкрила наївного художника. Іванов Іван Андрійович з села Романівка (Полтавщина).#наїв. Процитовано 13 серпня 2025 — через YouTube.